# Wilhelm Grubb
Wilhelm Grubb, född 1688 (döpt 2 augusti) i Stockholm, död 24 september 1753, var en svensk handelsman.

## Biografi
Wilhelm Grubb var son till handlaren Mikael Grubb. Han gick i lära i sin fars handelsbod men verkar av bevarade dokument ha fått en god utbildning även inom andra områden. 1715 avled fadern och Wilhelm övertog hans rörelse. 1720 innehade han två handelsbodar med ett tjugotal anställda och var en betydande importör av siden och kläde.
1722 ingick han i den handelskommission av 26 affärsmän i Stockholm som motsatte sig den tullskyddsvänliga falangen under ledning av Abraham Grill. De försökte utöva påtryckningar på riksdagen (rikets ständer) för att få igenom en frihandelsvänligare politik. Sedan riksdagen 1731 antagit landshjälpen, en extra 5 % skatt på flera importvaror till skydd för Jonas Alströmers företag kandiderade han som riksdagsman på att stoppa  dessa tullar. 1731 blev han invald i riksdagen. Han blev där en av representanterna i sekreta utskottet.
Han blev dock inte återvald till riksdagen 1734 och 1738 och emellanåt valde han att avstå från att kandidera. 1740 blev han dock på nytt utsedd till riksdagsman och blev då invald i kammar-, ekonomi-, och kommersdeputationen. Som representant för mösspartiet hade han hårda debatter med hattpartiets representanter Thomas Plomgren och Gustaf Kierman.
Grubb valdes flera gånger som illitterat rådman i Stockholm men valde att avstå från posten. Han antog dock andra uppdrag, och var i juni 1742 med i den grupp stockholmsborgare som inför ett hotande ryskt anfall besiktigade Vaxholms fästning. 1743 valdes han att vara med i den delegation som med utfodring skulle lugna dalkarlarna vid deras läger vid Stäket under dalupproret. Han var under 1742–1743 års riksdag Christopher Springers främste medarbetare. Wilhelm Grubb var även 1742 en av initiativtagarna till Stockholms stads brandförsäkringskontor. År 1746 invaldes han i grosshandlarsocieteten.